# Ministerium für Werkzeug- und Verarbeitungsmaschinenbau

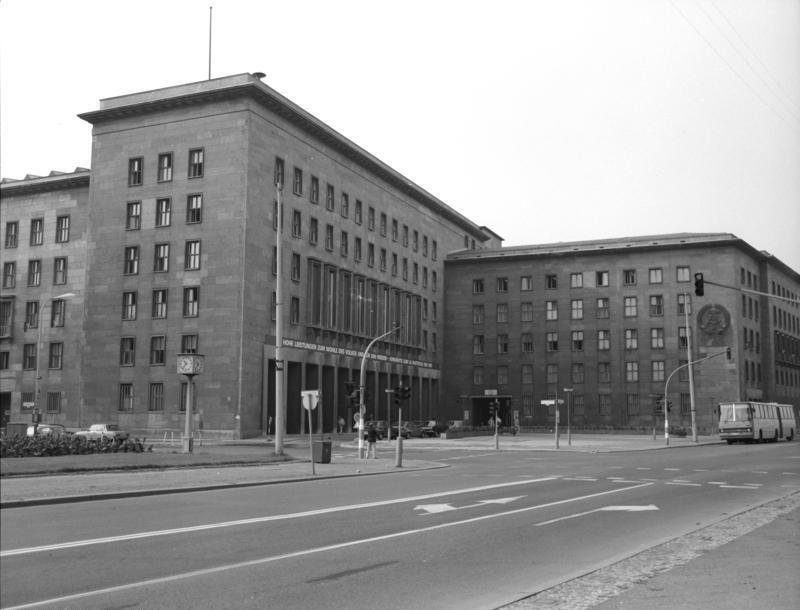
Sitz des Ministeriums im Haus der Ministerien in Ost-Berlin (1985)

Das Ministerium für Werkzeug- und Verarbeitungsmaschinenbau (MWV) war ein Ministerium der DDR. Als Zentrales Organ des Ministerrats war das Ministerium ab 1973 für die Planung und Leitung des Baus von Werkzeugmaschinen und Verarbeitungsmaschinen zuständig. 1990 gingen Teile des Ministeriums in das Ministerium für Maschinenbau und das Ministerium für Wirtschaft über, bevor diese mit dem Beitritt der DDR zur Bundesrepublik aufgelöst wurden.

## Geschichte
1965 beschloss das ZK der SED auf dem 11. Plenum, den Volkswirtschaftsrat der DDR aufzulösen, der bis dahin als eine Art „Gesamtindustrieministerium“ für die volkseigene Industrie fungierte. Durch übermäßige Zentralisierung wurde eine Aufgabe geschaffen, mit der diese Behörde überfordert war. Durch die erneute Bildung von acht Industrieministerien sollte die Arbeit der Planung, Anleitung und Kontrolle der Industrie (insbesondere der VVB) besser funktionieren. Zu den acht 1965 neugebildeten Industrieministerien gehörte auch das Ministerium für Verarbeitungsmaschinen- und Fahrzeugbau. Minister dieses Ministeriums war von 1965 bis 1973 Rudi Georgi.
Im September 1973 wurde das Ministerium für Verarbeitungsmaschinen- und Fahrzeugbau in zwei Ministerien aufgeteilt, das Ministerium für Allgemeinen Maschinen-, Landmaschinen- und Fahrzeugbau und das Ministerium für Werkzeug- und Verarbeitungsmaschinenbau. Rudi Georgi wechselte als Minister in das abgetrennte, neugeschaffene Ministerium, dem er bis 1989 vorstand. 1975 erhielt das Ministerium zeitgleich zu den anderen Industrieministerien der DDR ein Statut. Darin waren die zugehörigen Industriezweige definiert als:
- Werkzeugmaschinenbau und Werkzeuge
- Plast- und Elastmaschinenbau
- Textilmaschinenbau
- Polygraphischer Maschinenbau
- Zeitmessgeräte

Das Ministerium für Werkzeug- und Verarbeitungsmaschinenbau war wie die meisten Industrieministerien der DDR im Berliner Haus der Ministerien an der Ecke Leipziger Straße / Wilhelmstraße ansässig. Das Gebäude wurde 1935/36 für das Reichsluftfahrtministerium errichtet und wird seit 1999 vom Finanzministerium genutzt.
Zum 1. Januar 1990 wurde das Ministerium für Werkzeug- und Verarbeitungsmaschinenbau aufgelöst. Rechtsnachfolger wurde das neugebildete Ministerium für Maschinenbau, in dem auch die Ministerien für Maschinen- und Fahrzeugbau, Schwermaschinenbau und Elektrotechnik und Elektronik aufgingen.

## Minister und Staatssekretäre
Einziger Minister war von 1973 bis 1989 Rudi Georgi (1927–2020).

## Unterstellte Betriebe
Folgende volkseigene Betriebe (VEB, VVB bzw. Kombinate) waren dem Ministerium für Werkzeug- und Verarbeitungsmaschinenbau direkt unterstellt (Stand 1990):
| Unterstellte Betriebe                         | Sitz            | Beschäftigte |
| --------------------------------------------- | --------------- | ------------ |
| VEB Werkzeugmaschinenkombinat „Fritz Heckert“ | Karl-Marx-Stadt | 29.400       |
| VEB Werkzeugmaschinenkombinat „7. Oktober“    | Berlin          | 22.400       |
| VEB Kombinat Umformtechnik „Herbert Warnke“   | Erfurt          | 12.600       |
| VEB Werkzeugkombinat (Smalcalda)              | Schmalkalden    | 13.200       |
| VEB Kombinat Polygraph                        | Leipzig         | 15.500       |
| VEB Kombinat Textima                          | Karl-Marx-Stadt | 30.700       |
| VE Kombinat Maschinenbauhandel                | Berlin          | 8.800        |

Mit Stand 1981 unterstanden dem Ministerium sechs Industriekombinate. Die Warenproduktion in den direkt unterstellten Betrieben betrug 1976 etwa 5,5 Milliarden DDR-Mark, etwa 2,4 % der gesamten industriellen Warenproduktion in der DDR. 1975 wurde der VEB Industrieanlagen-Export als direkt unterstellter Handelsbetrieb aufgeführt.
Mit anderer Datenbasis (meist Stichtag 30. Juni 1990) sind diese Betriebe auch in der Liste von Kombinaten der DDR enthalten.
Neben den Kombinaten waren dem Ministerium folgende Einrichtungen für Forschung, Lehre und Ausbildung direkt unterstellt:
- Ingenieurschule für Maschinenbau, Schmalkalden
- Ingenieurschule für Maschinenbau, Wildau
- Institut für die Ausbildung von Ingenieurpädagogen, Karl-Marx-Stadt